# FK Rudar Probištip
O FK Rudar Probištip é um clube de futebol macedônio com sede em Probištip. A equipe compete no Campeonato Macedônio de Futebol, na terceira divisão.

## História
O clube foi fundado em 1947.